# Franz Krommer

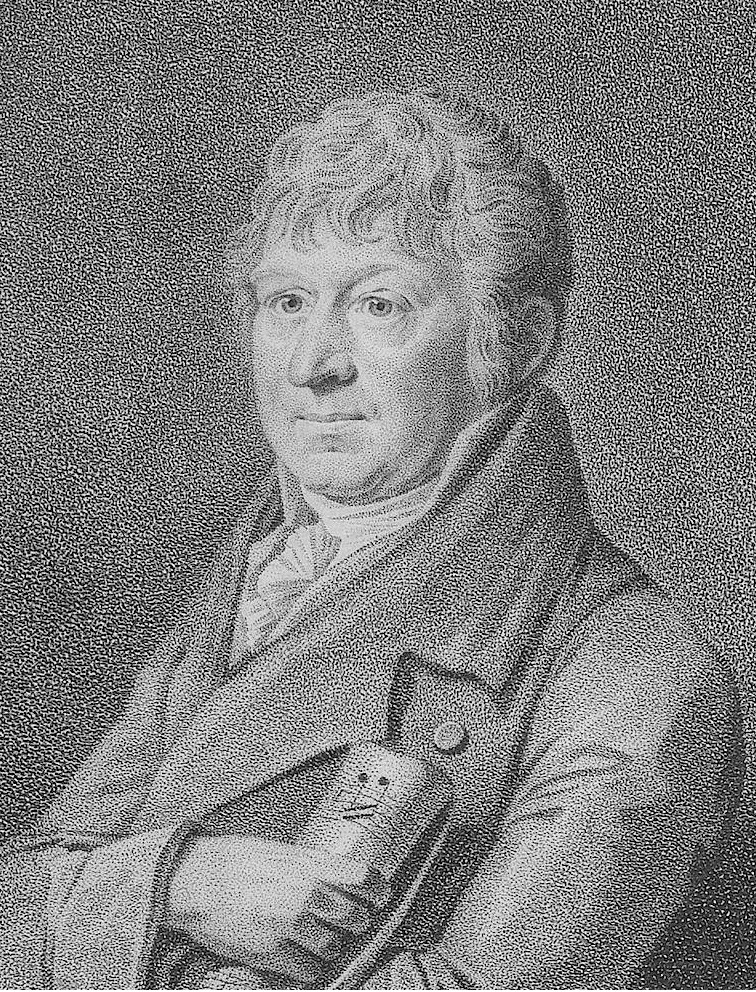
Franz Vinzenz Krommer

Franz Vinzenz Krommer (tschechisch František Vincenc Kramář; * 27. November 1759 in Kamenitz (Kamenice) bei Iglau, Mähren; † 8. Jänner 1831 in Wien) war ein tschechisch-österreichischer Violinist und Komponist.

## Leben
František Krommer erhielt Orgel- und Violinunterricht bei seinem Onkel Anton Matthias Krommer (Antonín Matyáš Kramář) in Turas (Tuřany) bei Brünn. 1785 setzte er seine Studien in Wien fort. Anschließend trat er in Ungarn in die Dienste des Grafen Styrum zu Simonsturm (Simontornya). Von 1790 bis 1795 war er Chormeister an der Kathedrale St. Peter und Paul von Fünfkirchen (Pécs). Danach diente Krommer als Kapellmeister des Regiments Károlyi und bei Anton Fürst Grassalkowics de Gyarak. Da ihn die Arbeit in Ungarn nicht erfüllte, kehrte er 1810 nach Wien zurück und wirkte hier als Musiker (Violine und Blasinstrumente), Komponist und Musikpädagoge sowie als Ballettkapellmeister am Wiener Hoftheater, wo im Jahr 1811 sein Gehalt 1500 Gulden betrug.
Nach dem Tod von Leopold Koželuh, dem Nachfolger von Wolfgang Amadeus Mozart, wurde Krommer 1818 zum Hofkomponisten und zugleich zum k. k. Kammer-Capellmeister am österreichischen Kaiserhof berufen. Er begleitete Kaiser Franz I. von Österreich auf dessen Reisen nach Italien und Frankreich, wo er 1815 als k.k. Türhüter ein Hofehrenamt bekleidete. Für sein erfolgreiches Wirken erhielt Krommer zahlreiche Auszeichnungen. So wurde er unter anderem Ehrenmitglied des Conservatorio di Milano und auf Vorschlag von Anton Reicha des Pariser Konservatoriums.
Im Laufe seines Aufenthalts in Wien und im Ausland änderte er seinen Namen vom tschechischen Kramář über Kramarz schließlich zu Krommer.
Er starb als angesehener, geachteter Künstler und Ehrenmitglied mehrerer musikalischer Gesellschaften und wurde auf dem Friedhof auf der Schmelz begraben.
Sein einziger Sohn August Krommer (3.8.1807 – 27.3.1842 in Dornbach bei Wien) war Komponist und Agent der Ersten Österreichischen Brandversicherungsanstalt.

## Werke
Krommer hinterließ über dreihundert Werke, darunter mehr als einhundert Streichquartette (die meist für die nichtöffentliche Hausmusik bestimmt waren), dreizehn Streichtrios und dreißig Quintette, Violin-, Oboen- und Klarinettenkonzerte, Werke für Harmoniemusik, sieben Sinfonien, Bläsersuiten, Messen und andere kirchenmusikalische Werke. Stilistisch sah sich Krommer in der Tradition von Mozart und Joseph Haydn, ließ aber auch ungarische Elemente in einige Kompositionen einfließen.
Werkverzeichnis nach Ausgaben in der Melos Bibl. Müllheim/Bd.
- op. 2;  3 Duos für 2 Violinen (Leduc 1802)
- op. 3;  3 Quartette für 2 Violinen, Viola und Violoncello (Pleyel 1801)
- op. 5;  3 Quartette für 2 Violinen, Viola und Violoncello (André 1814 EA)
- op. 6;  3 Duos für 2 Violinen (Litolff)
- op. 9;  7 Variationen für die Violine allein (André 1797 EA)
- op. 12; Sinfonie Nr. 1 F-Dur, Besetzung: 1.2.0.2-2.2.0.0-1 und Streicher. (André 1798)
- op. 14; 8 Variationen für Violine und Bass (André 1798 EA)
- op. 16 Nr. 2; Quartett für 2 Violinen, Viola und Violoncello
- op. 18 Nr. 1 und 2; 2 Quartette für 2 Violinen, Viola und Violoncello
- op. 22; 3 große Duos für 2 Violinen (Magasin chimique Vienne 1812)
- op. 25; 3 Quintette für 2 Violinen, 2 Violen und Violoncello (Bureau d’Arts Vienna)
- op. 33; 3 Duos für 2 Violinen (Litolff)
- op. 35; Konzert für zwei Klarinetten und Orchester Es-Dur
- op. 36; Konzert für Klarinette und Orchester Es-Dur
- op. 46 Nr. 1; Quartett für Fagott, 2 Violen und Violoncello B-Dur
- op. 51; 3 Duos für 2 Violinen (Litolff)
- op. 52; Konzert für Oboe und Orchester. Besetzung S-Ob. 1.2.0.2-2.2.0.0-1 und Streicher
- op. 54; 3 Duos für 2 Violinen (Litolff)
- op. 56; 3 Quartette für 2 Violinen, Taille (Viola) und Violoncello (André 1805 EA)
- op. 65; Concertino für Flöte, Oboe und Orchester F-Dur
- op. 70; Großes Quintett für 2 Violinen, 2 Violen und Violoncello  Es-Dur (Sieber et Fils)
- op. 80; Großes Quintett für 2 Violinen, 2 Violen und Violoncello  D-Dur (Andre 1817 EA)
- op. 86; Konzert für Flöte und Orchester e-Moll
- op. 91; Konzert für 2 Klarinetten und Orchester Es-Dur
- op. 94; Quartett für Flöte, Violine, Viola und Violoncello C-Dur (André 1819 EA)
- op. 95; Quartett für Klavier, Violine, Viola und Violoncello Es-Dur (Haslinger EA)
- op. 102;Quintett für 2 Violinen, 2 Violen und Violoncello C-Dur (Pleyel 1819)
- op. 107;Quintett für 2 Violinen, 2 Violen und Violoncello A-Dur (Andrè 1824 EA)

Werke ohne Opuszahl:
- Quartett für 2 Violinen, Viola und Violoncello C-Dur
- Partita in Es-Dur für 2 Klarinetten, 2 Hörner und 2 Fagotte (Edition Peters, Leipzig)
- Sinfonie Nr. 4 c-Moll